# Prašivice
Prašivice je lesopark s umělou zříceninou hradu, známého též jako Ballymote, na stejnojmenném vrchu na území města Nalžovské Hory v okrese Klatovy v západních Čechách. Stavbu nechal kolem roku 1840 vybudovat majitel zdejšího panství hrabě Ludvík Taaffe (1791–1855), otec Eduarda Taaffeho, rakousko-uherského státníka a pozdějšího předsedy předlitavské vlády. Nechal se přitom inspirovat irským původem rodu Taaffe a jeho hradem v obci Carlingford v hrabství Louth. Název umělé zříceniny připomíná tituly, které po roce 1628 získal.sir John Taaffe, zakladatel šlechtické rodiny Taafe: 1. vikomt Taafe a baron z Ballymote (Baron of Ballymote).
Unikátní romanticko-historizující krajinný komplex na jižním svahu vrchu Prašivice s umělou hradní zříceninou, glorietem a drobnými plastikami je chráněný jako kulturní památka České republiky.

## Pohádkový les
Okolí umělé hradní zříceniny obklopuje romantický lesopark s původní smrkovou výsadbou a alejemi listnatých stromů, známý jako Pohádkový les. Skalky a kameny v lese jsou upravené do podoby draka, želvy a dalších tvorů. Na jižním okraji lesoparku se nachází původně klasicistní budova hájovny, která byla v minulosti rovněž památkově chráněná.

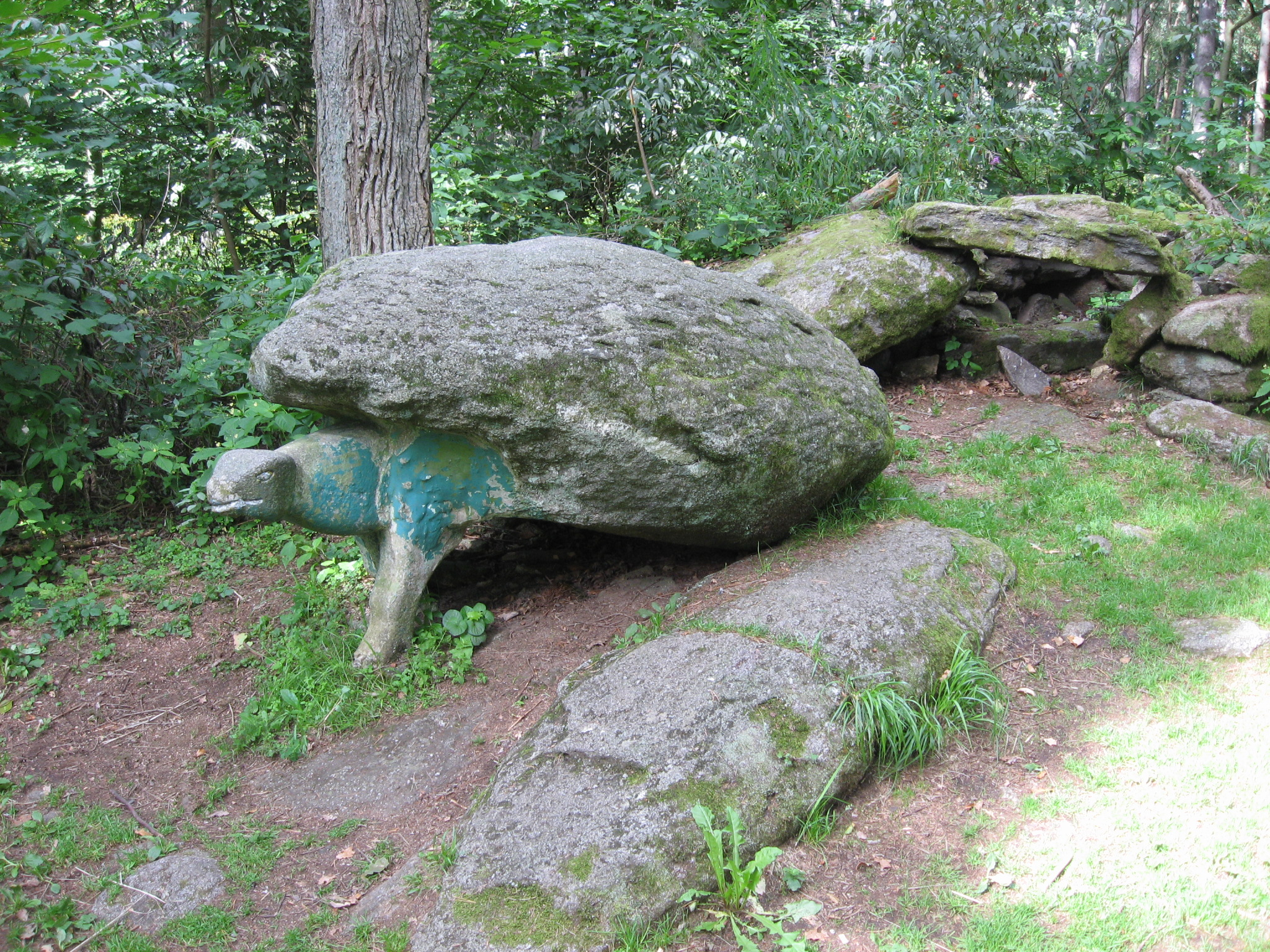
Želva
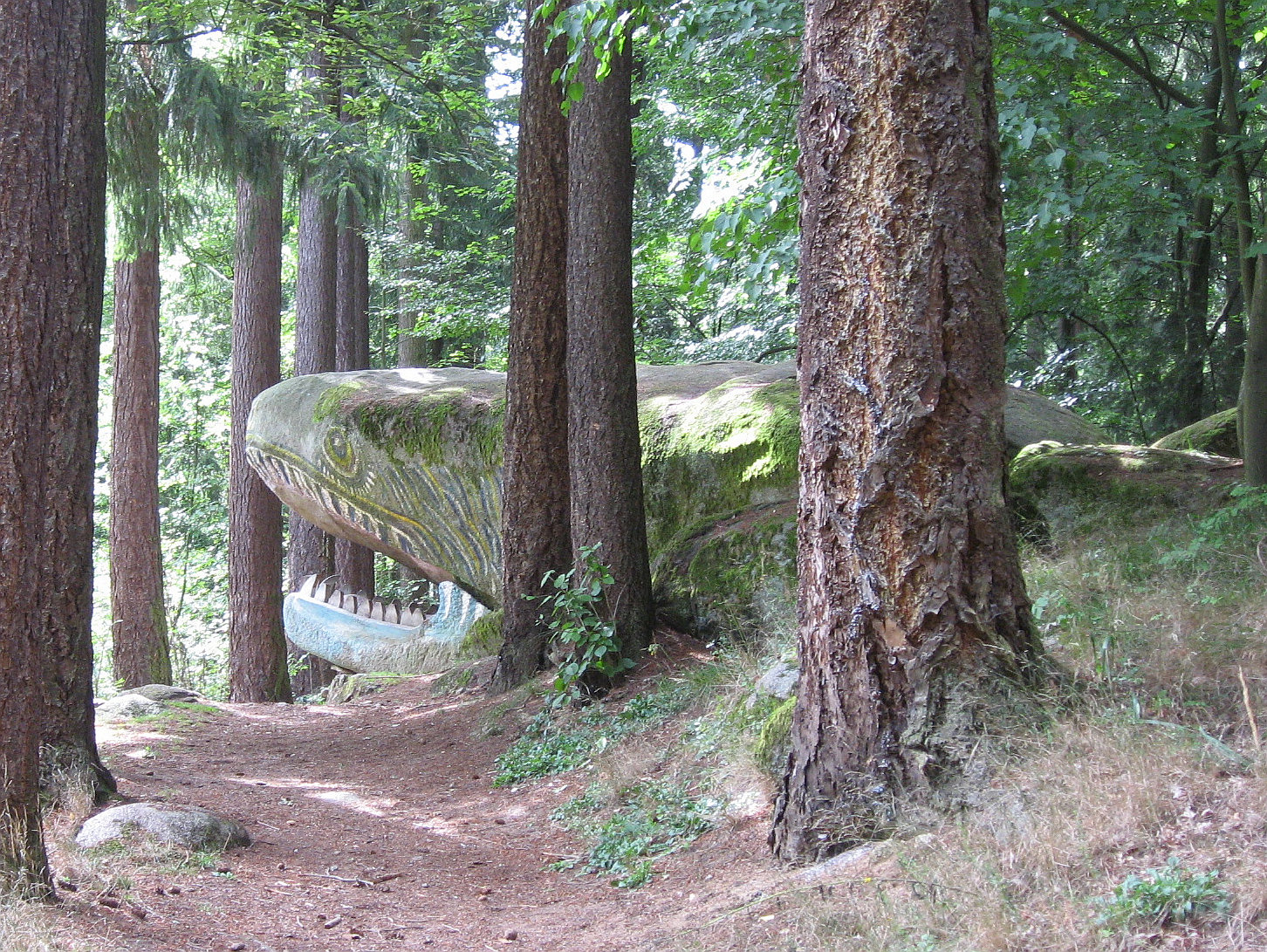
Drak u cesty
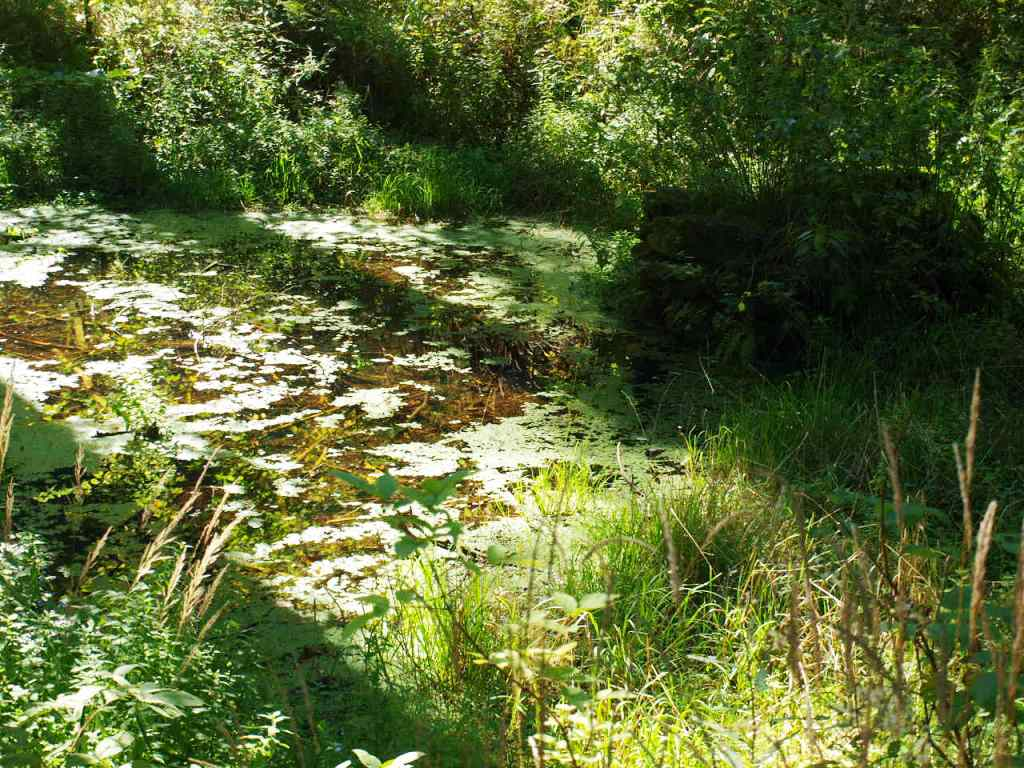
Lesní rybníček
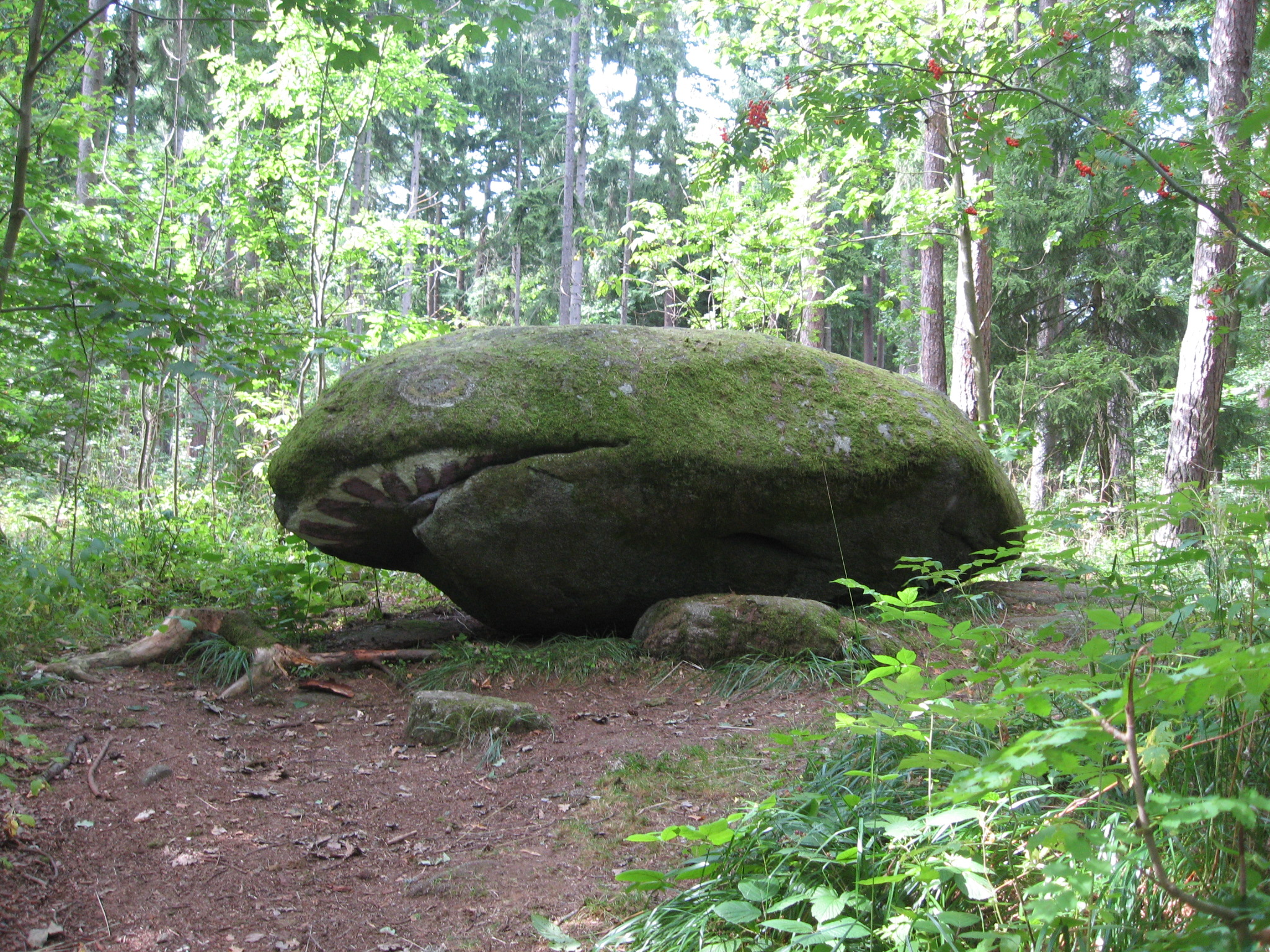
Žába
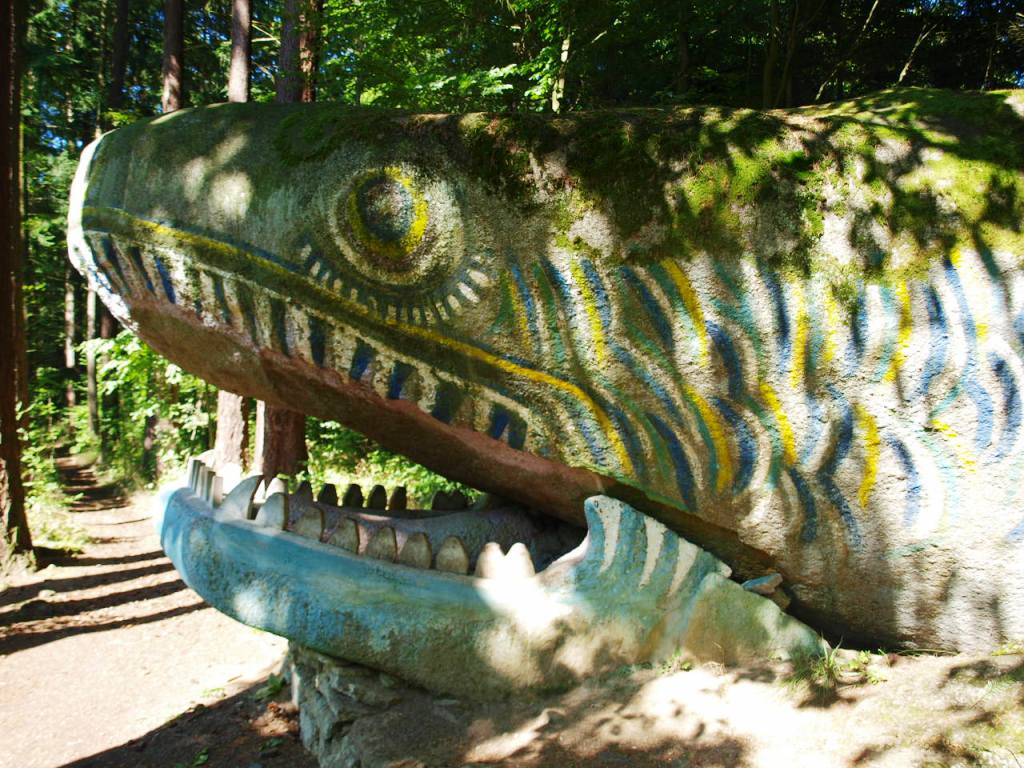
Hlava draka

## Poloha a dostupnost
Zřícenina se nachází v Plzeňském kraji (okres Klatovy) nedaleko města Nalžovské Hory na zalesněném kopci Prašivice (575 m n. m.). Je přístupná z modré turistické trasy Nalžovské Hory – Pačejov. Od zámku Nalžovy (Ellischau) je zřícenina vzdálená necelé dva kilometry.